# Choke-Paket
Ein Choke-Paket (engl.: choke – Drossel) ist ein Verfahren zur Behebung von Überlast in einem Netzwerk. Dabei wird eine explizite Aufforderung der überlasteten Stellen an den Verursacher geschickt, die Netzlast zu verringern. Damit gehören Choke-Pakete zu den Out-of-band-Stausignalen.  Das ICMP Source Quench Packet (ICMP Typ 4) ist ein Beispiel für ein Choke-Paket.